# Джайпур

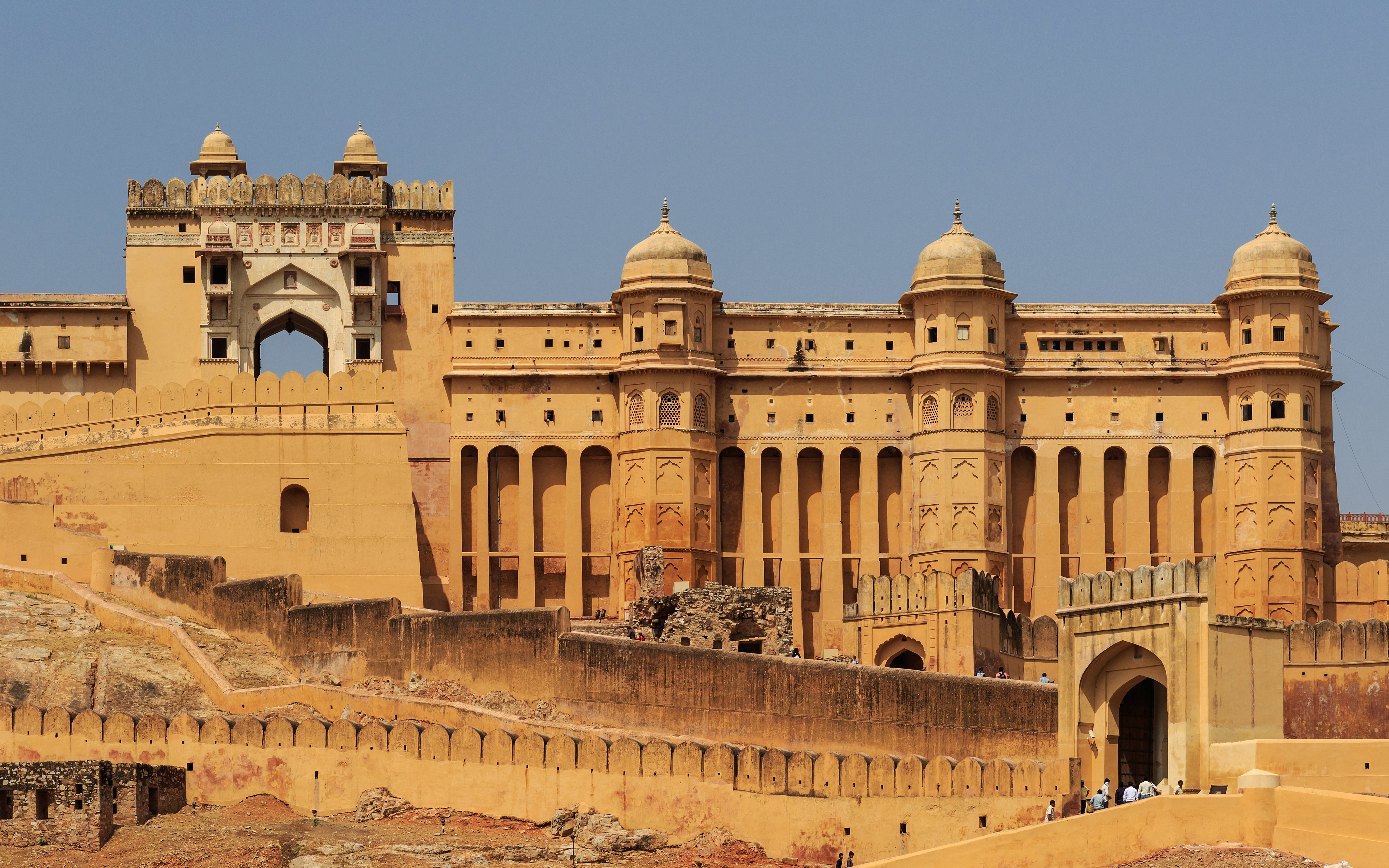
Форт Амбер у Джайпурі

Джайпур (гінді जयपुर, англ. Jaipur) — велике місто в Індії (з населенням 3,073,350  станом на 2011 рік), 10-те за населенням у країні. Столиця штату Раджастан у Північно-Західній Індії. Місто розташоване в передгір'ях хребта Араваллі й оточене мурами та пагорбами з усіх сторін окрім південної. Джайпур було закладено махараджею Саваі Джай Сінґгом II з метою замінити Амбер як столицю княжої держави Джайпур.
Джайпур, відомий своєю красою, є унікальним своїм прямолінійним плануванням. Будинки переважно рожеві, тому Джайпур часто називають «рожевим містом». Місто популярне серед туристів; його історичні пам'ятки становлять міський палац, Гава-Магал (Зал Вітрів), палац Рам-Баґг та форт Нагарґарг (тигровий форт). Джайпур входить до Золотого трикутника туристичного ланцюга, поряд із Делі та Агрою. Джайпур є надзвичайно популярним туристичним напрямом у штаті Раджастхан та Індії.

## Населення
Згідно з попередніми даними перепису 2011 року в місті Джайпур проживало 3 073 350 осіб. Загальний рівень грамотності для міста становить 84,34 %. 90,61 % чоловіків і 77,41 % жінок були грамотними. Співвідношення статей становило 898 жінок на 1000 чоловіків. Згідно з переписом 2011 року індуїсти становлять більшість серед релігійних груп (77,9 % населення міста), за ними слідують мусульмани (18,6 %), джайни (2,4 %) та інші (1,0 %).
Основні мови Джайпуру — раджастханська, дгундгарі, марварі, гінді та англійська.

## Транспорт
Міжнародний аеропорт Джайпура розташований в передмісті Санганер, приблизно за 10 км від центру міста. У 2015—2016 роках аеропорт обслужив 363 899 пасажирів міжнародних ліній і 2 540 451 пасажирів внутрішніх ліній. У зимовий період аеропорт приймає ряд рейсів, які слідують у Міжнародний аеропорт Індіри Ґанді в Делі, але не змогли там приземлитися через сильні тумани.
Із червня 2015 року відкрито першу лінію метрополітену з 9 станцій завдовжки 9,6 км.

## Клімат
Клімат Джайпура є перехідним від аридного клімату до семіаридного клімату (BWh / BSh за класифікацією кліматів Кеппена). Щорічно випадає понад 650 міліметрів опадів, але дощі йдуть переважно в період мусонів з червня по вересень. Температура залишається відносно високою упродовж літа з квітня по початок липня з середньою денною температурою близько 30° C.
| Клімат Джайпура (Джайпурський міжнародний аеропорт)                       | Клімат Джайпура (Джайпурський міжнародний аеропорт) | Клімат Джайпура (Джайпурський міжнародний аеропорт) | Клімат Джайпура (Джайпурський міжнародний аеропорт) | Клімат Джайпура (Джайпурський міжнародний аеропорт) | Клімат Джайпура (Джайпурський міжнародний аеропорт) | Клімат Джайпура (Джайпурський міжнародний аеропорт) | Клімат Джайпура (Джайпурський міжнародний аеропорт) | Клімат Джайпура (Джайпурський міжнародний аеропорт) | Клімат Джайпура (Джайпурський міжнародний аеропорт) | Клімат Джайпура (Джайпурський міжнародний аеропорт) | Клімат Джайпура (Джайпурський міжнародний аеропорт) | Клімат Джайпура (Джайпурський міжнародний аеропорт) | Клімат Джайпура (Джайпурський міжнародний аеропорт) |
| Показник                                                                  | Січ.                                                | Лют.                                                | Бер.                                                | Квіт.                                               | Трав.                                               | Черв.                                               | Лип.                                                | Серп.                                               | Вер.                                                | Жовт.                                               | Лист.                                               | Груд.                                               | Рік                                                 |
| Абсолютний максимум, °C                                                   | 31,7                                                | 36,7                                                | 42,8                                                | 44,9                                                | 48,5                                                | 47,2                                                | 46,7                                                | 41,7                                                | 41,7                                                | 40,0                                                | 36,1                                                | 31,3                                                | 48,5                                                |
| Середній максимум, °C                                                     | 22,4                                                | 25,0                                                | 31,0                                                | 37,1                                                | 40,3                                                | 39,3                                                | 34,1                                                | 32,4                                                | 33,8                                                | 33,6                                                | 29,2                                                | 24,4                                                | 31,9                                                |
| Середній мінімум, °C                                                      | 8,4                                                 | 10,8                                                | 16,0                                                | 21,8                                                | 25,9                                                | 27,4                                                | 25,8                                                | 24,7                                                | 23,2                                                | 19,4                                                | 13,8                                                | 9,2                                                 | 18,8                                                |
| Абсолютний мінімум, °C                                                    | −2,2                                                | −2,2                                                | 3,3                                                 | 9,4                                                 | 15,6                                                | 19,1                                                | 20,6                                                | 18,9                                                | 15,0                                                | 11,1                                                | 3,3                                                 | 0,0                                                 | −2,2                                                |
| Норма опадів, мм                                                          | 7.0                                                 | 10.6                                                | 3.1                                                 | 4.9                                                 | 17.9                                                | 63.4                                                | 223.3                                               | 205.9                                               | 66.3                                                | 25.0                                                | 3.9                                                 | 4.2                                                 | 635.4                                               |
| Днів з дощем                                                              | 0,6                                                 | 1,0                                                 | 0,4                                                 | 0,7                                                 | 1,4                                                 | 3,9                                                 | 11,2                                                | 10,0                                                | 3,8                                                 | 1,3                                                 | 0,4                                                 | 0,4                                                 | 35,2                                                |
| ------------------------------------------------------------------------- | --------------------------------------------------- | --------------------------------------------------- | --------------------------------------------------- | --------------------------------------------------- | --------------------------------------------------- | --------------------------------------------------- | --------------------------------------------------- | --------------------------------------------------- | --------------------------------------------------- | --------------------------------------------------- | --------------------------------------------------- | --------------------------------------------------- | --------------------------------------------------- |
| Джерело: India Meteorological Department (record high and low up to 2010) |                                                     |                                                     |                                                     |                                                     |                                                     |                                                     |                                                     |                                                     |                                                     |                                                     |                                                     |                                                     |                                                     |

## Галерея

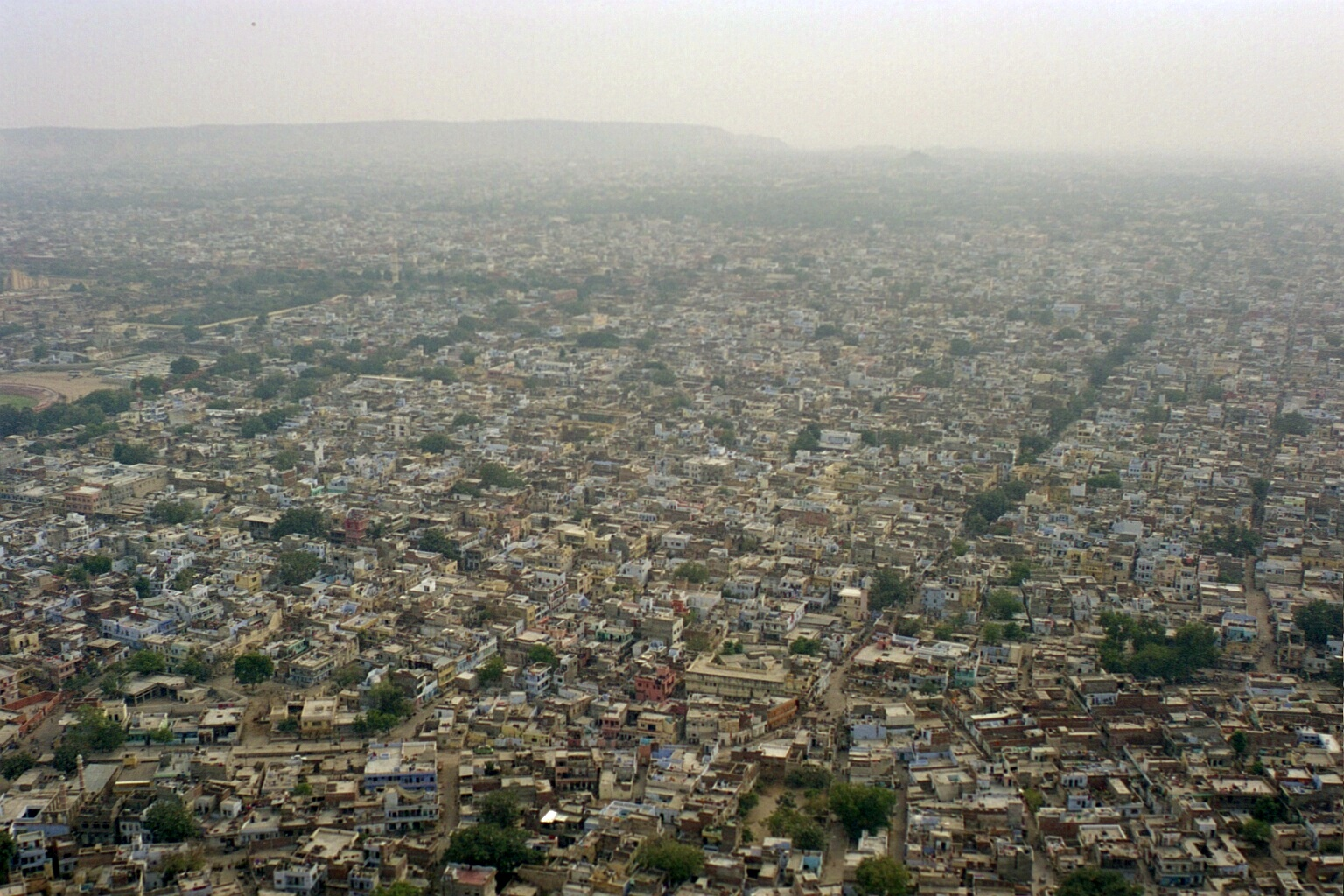
Джайпур із висоти пташиного польоту
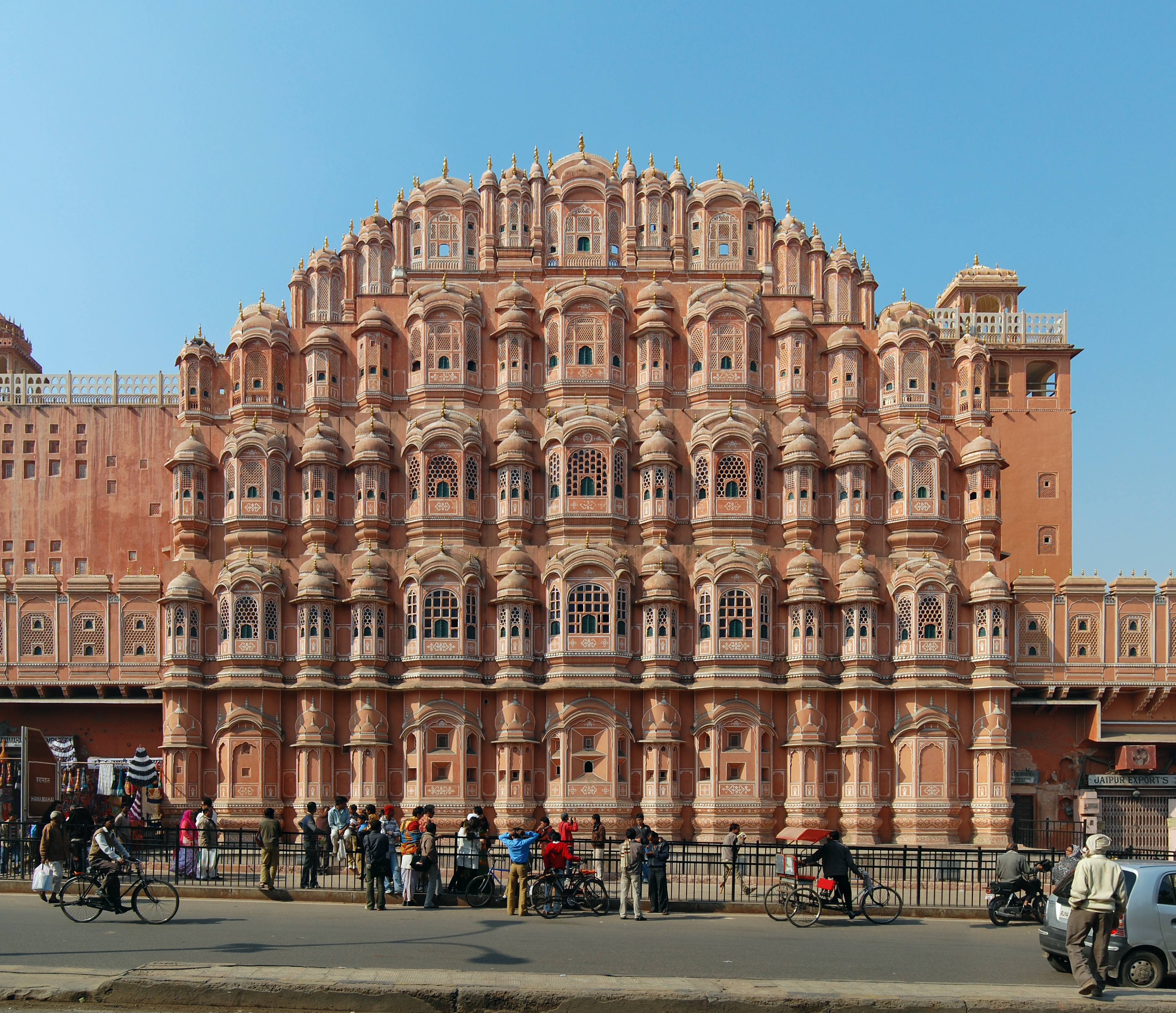
Гава-Магал
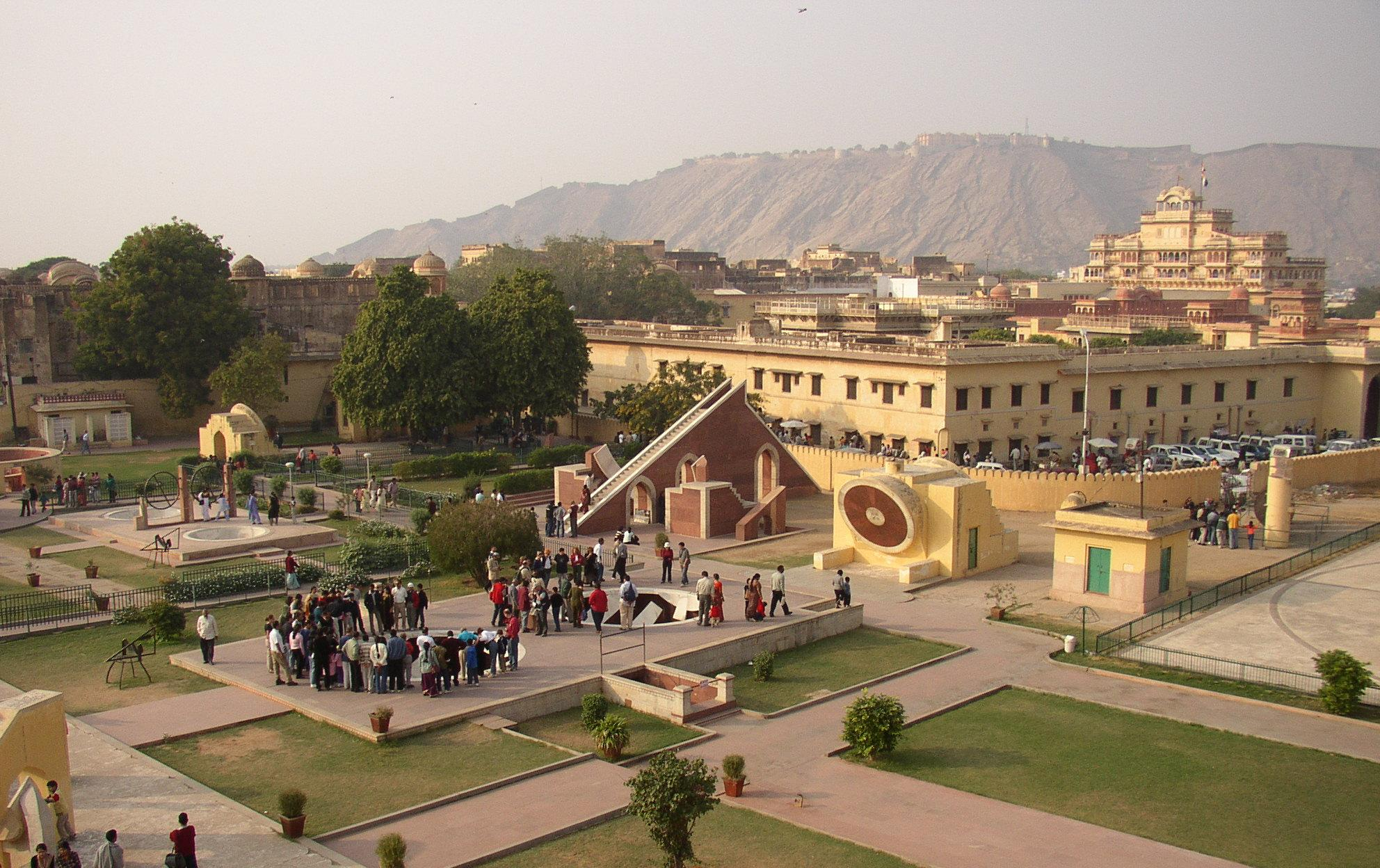
Джантар-Мантар
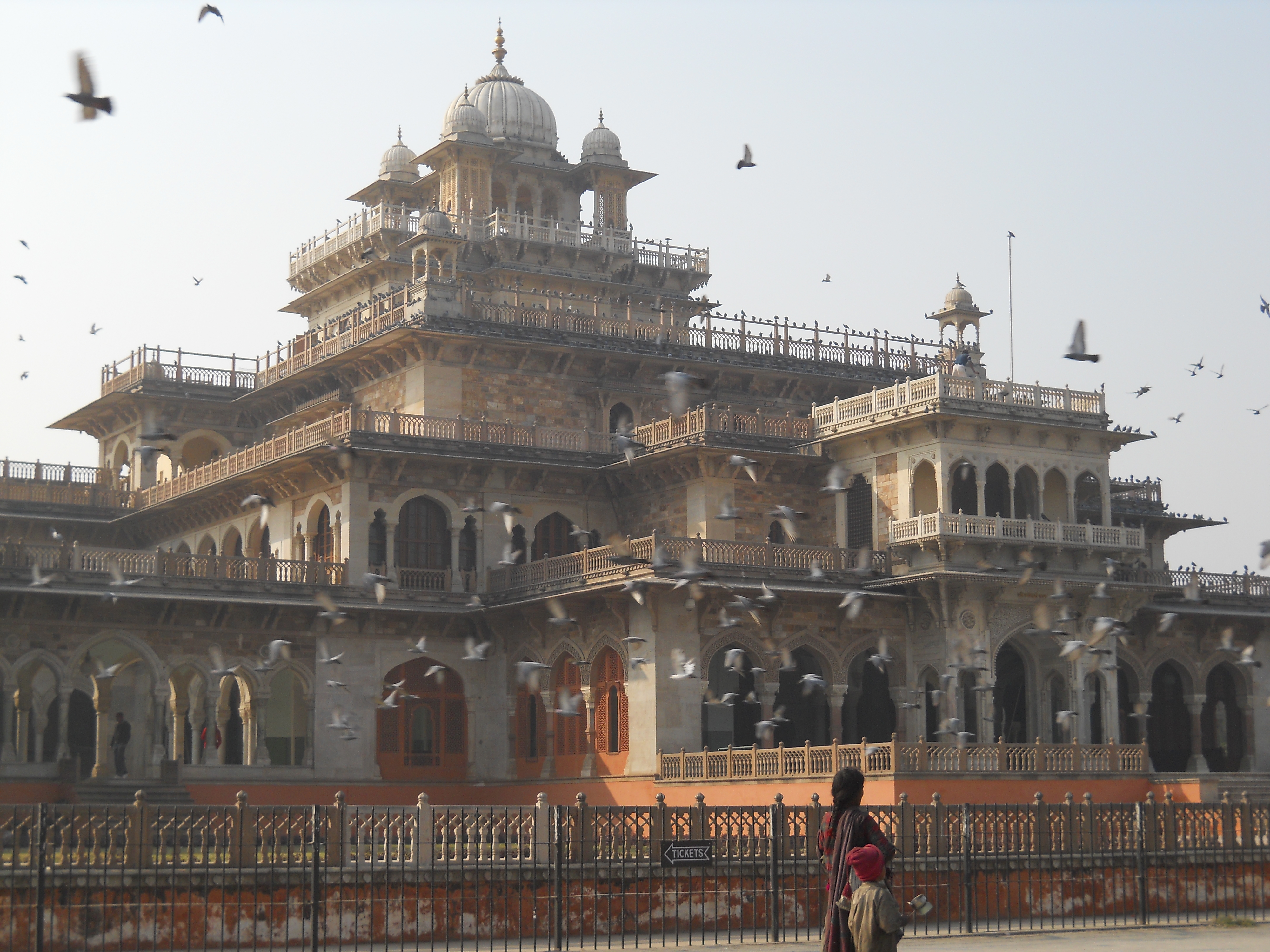
Міський палац
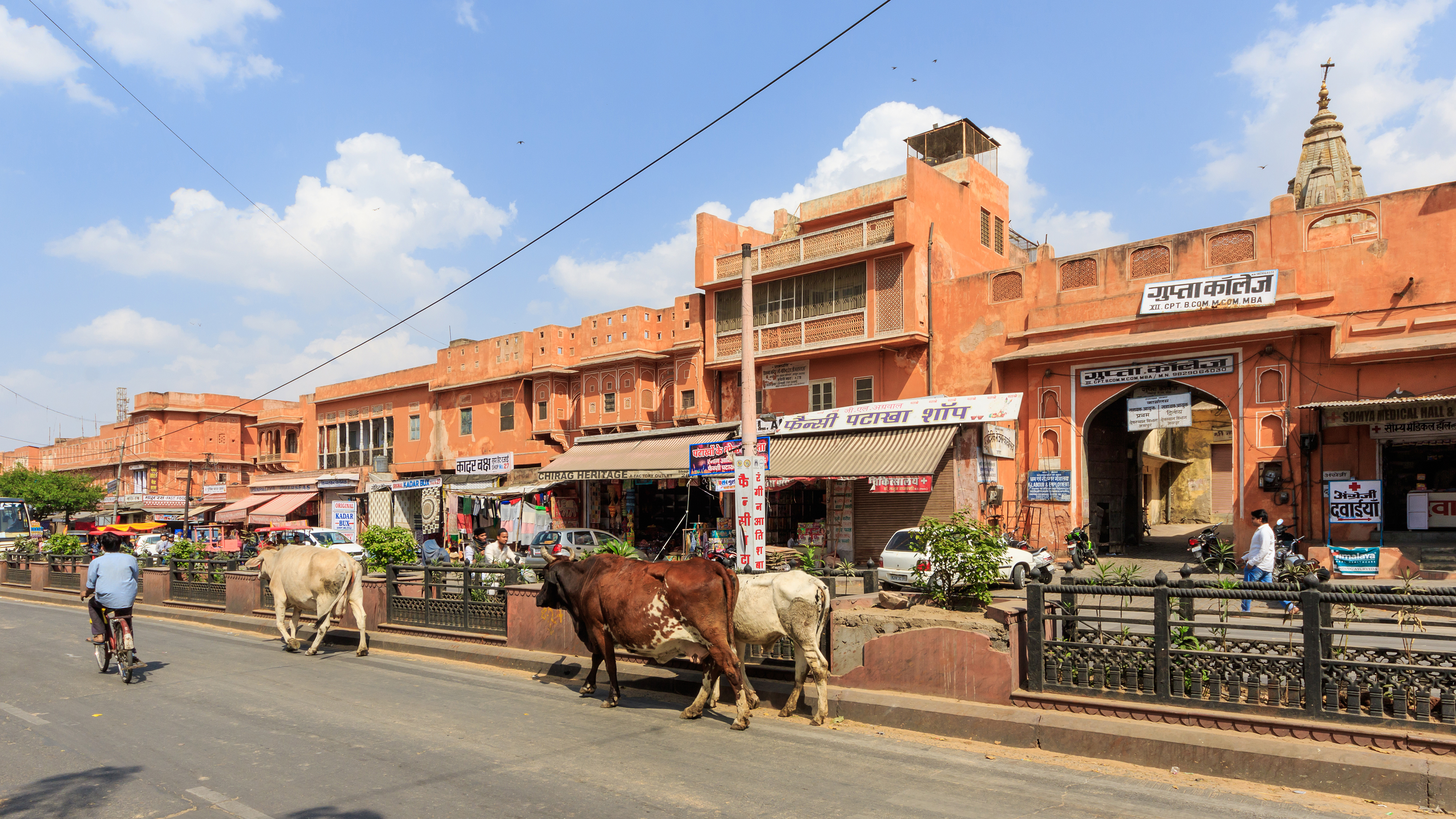
Вулиця біля Міського палацу
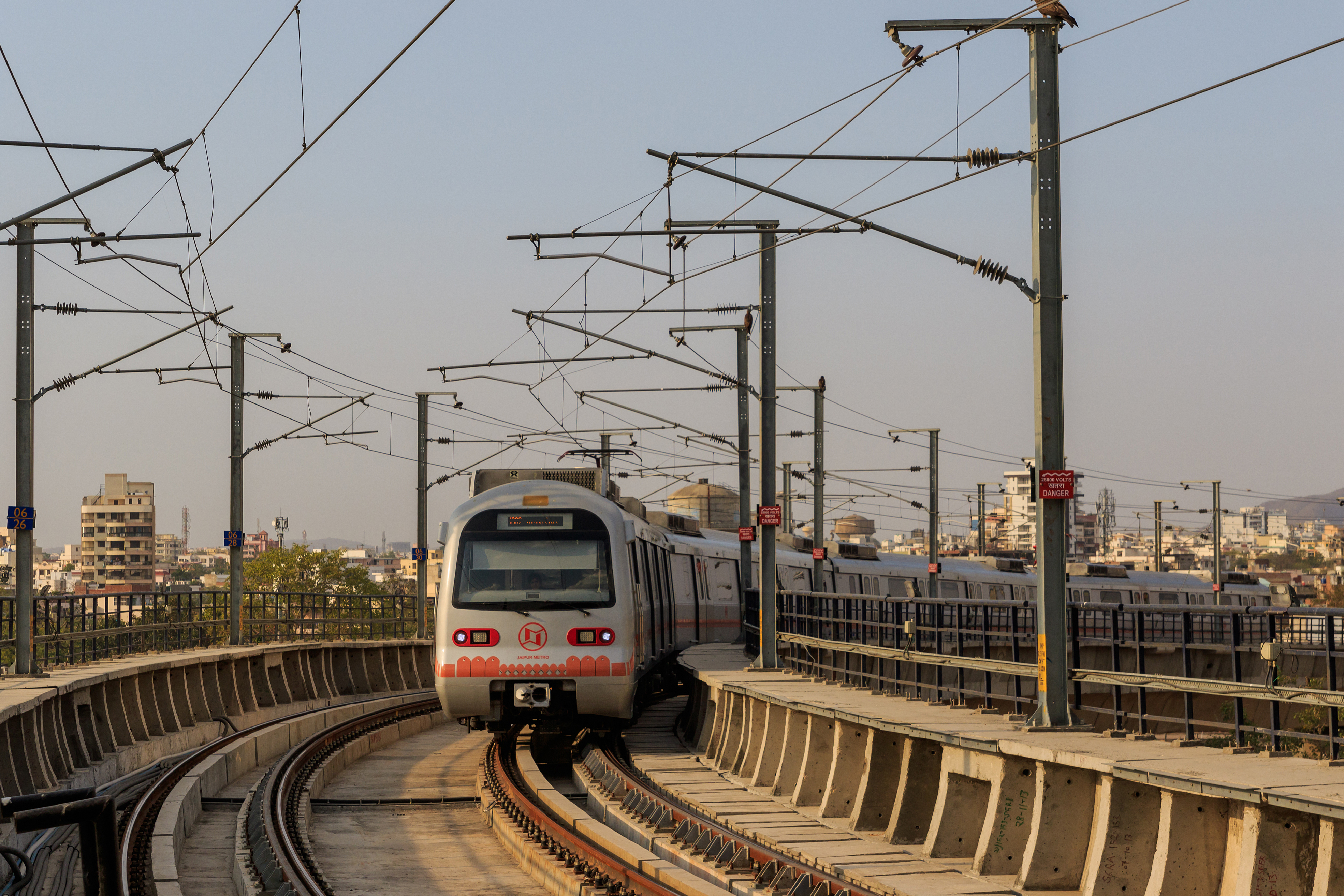
Джайпурський метрополітен
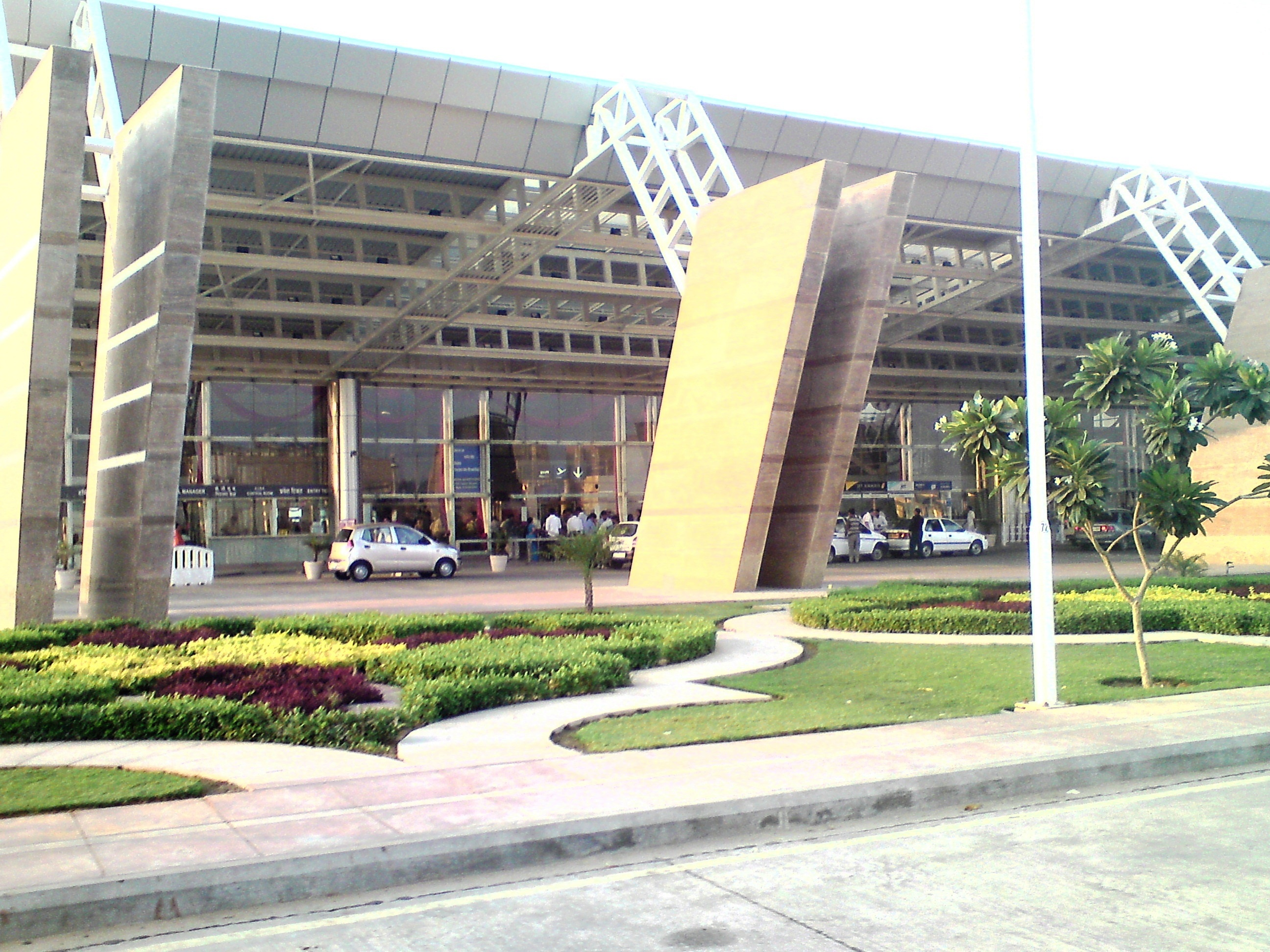
Міжнародний аеропорт Джайпур
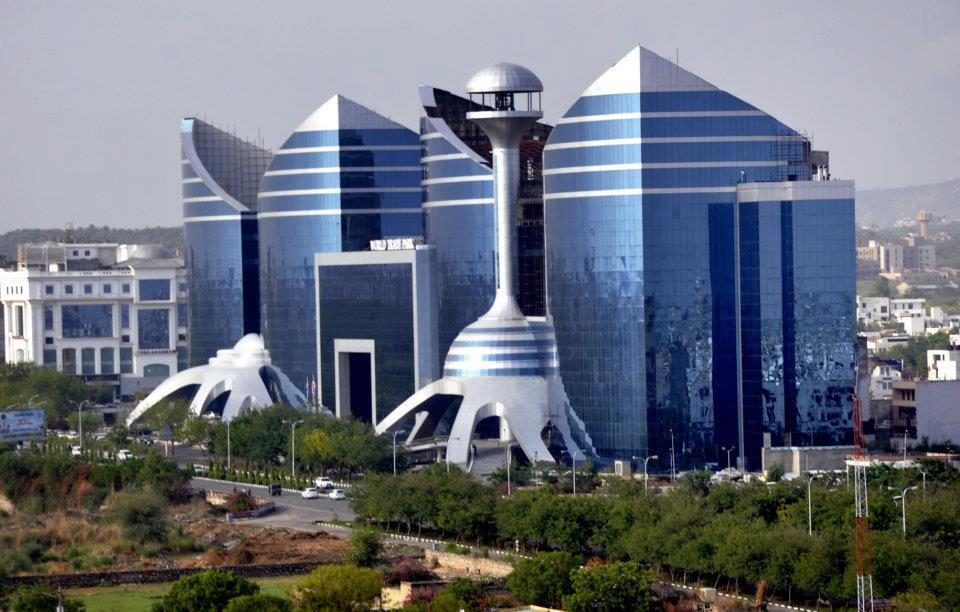
Торговий центр «World Trade Park»
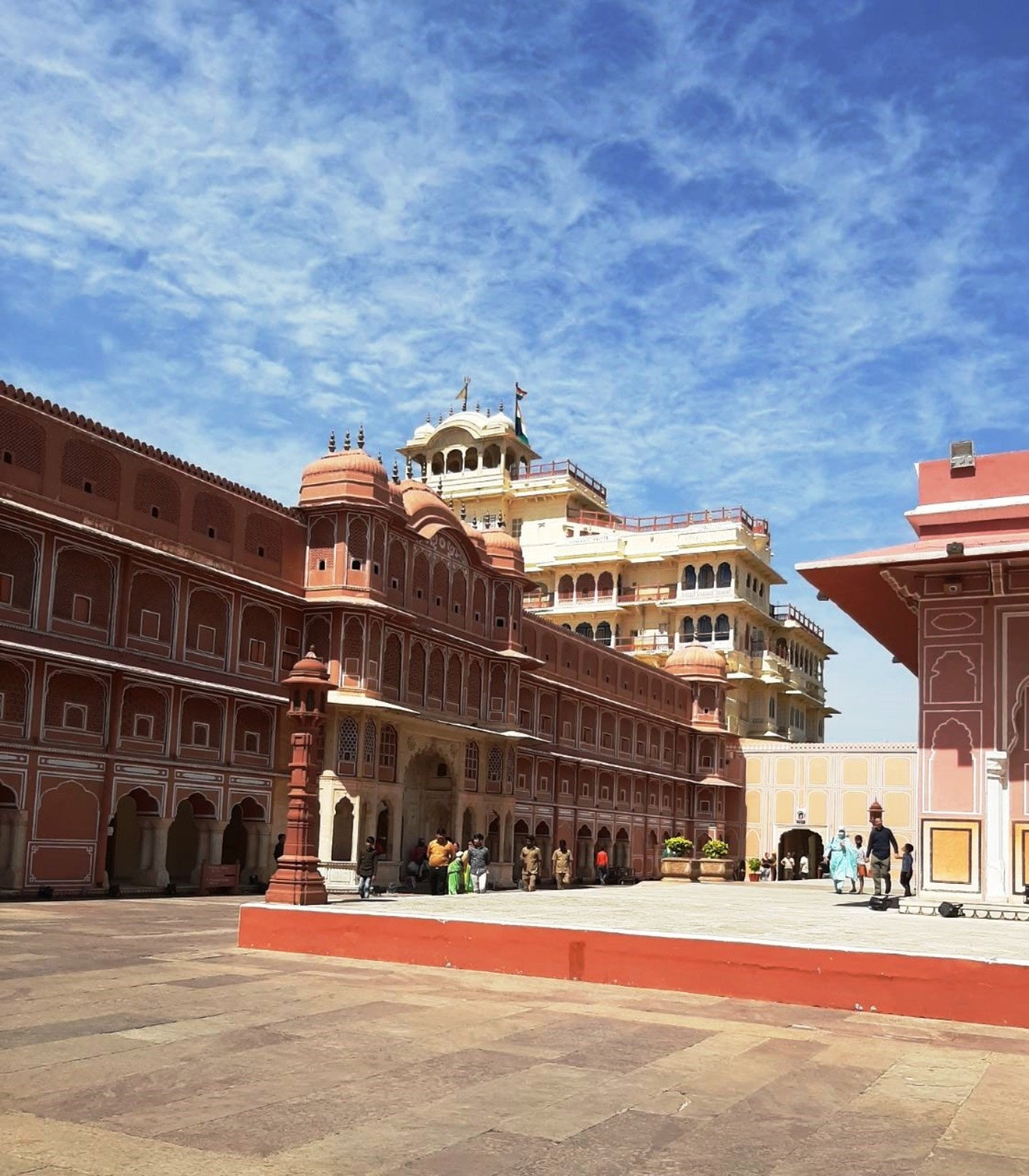
Один із палаців Джайпура